# José María Escudero de la Peña
José María Escudero de la Peña (Madrid, 16 de septiembre de 1829-Alcalá de Henares, 16 de septiembre de 1883) fue un paleógrafo e historiador español.

## Biografía
Nació en Madrid el 16 de septiembre de 1829. Archivero y profesor de Paleografía, en 1882 fue nombrado jefe del Archivo General Central de Alcalá de Henares. Inspiró y propulsó el Museo Complutense de Antigüedades y pertenecía a la Real Academia de la Historia; fue comendador de las órdenes de Carlos III e Isabel la Católica. 
Fue autor de una Crónica de la provincia de Guadalajara (1869) —la primera publicada sobre esta provincia— y de diversas monografías publicadas en Museo Español de Antigüedades, y notas, glosarios e ilustraciones para el Libro de la Cámara del príncipe don Juan de Gonzalo Fernández de Oviedo y para la Divina retribución sobre la caída de España del bachiller Palma. Reimprimió además las obras de Carlos García y publicó los 18 primeros tomos de la Colección de Documentos Inéditos del Archivo de Indias. Su formación como historiador fue sólida, dentro de la metodología del positivismo más realista imperante por entonces en España. Falleció en Alcalá de Henares el 16 de septiembre de 1883.